# محمد سعيد القدال
محمد سعيد القدال مفكر  و مؤرخ سوداني  اتسمت أبحاثه وآراؤه بالعمق والوضوح، خاصة في تاريخ بعض الطوائف الدينية السودانية والأحزاب العقائدية، إلى جانب أبحاثه في مجال المناهج التربوية.

## تكوينه
- ولد محمد سعيد القدال عام 1935، في مدينة سنكات شرق السودان.ودرس بها الكتاب[1]
- اعير والده الشيخ القدال للعمل باليمن- حضر موت رحل محمد سعيد مع اسرته ودرس بها حتى المرحلة المتوسطة[2]

## مسيرته الأكاديمية
- درس القدال في مدارس ولاية الخرطوم الأولية
- كلية الآداب بجامعة الخرطوم عام 1958
- نال درجة الماجستير في جامعة كاليفورنيا
- درجة الدكتوراه في تاريخ السودان الحديث من جامعة ولاية الخرطوم[3]

## مسيرته المهنية
- 1966 – 1969 مساعد لمفتش التاريخ بوزارة التربية
- 1970 – 1972 رئيس قسم التاريخ: معهد المعلمين العالي
- 1982 – 1986 محاضر: قسم التاريخ، جامعة الخرطوم
- 1987 – 1992 أستاذ مشارك جامعة الخرطوم
- 1993 – 2000 أستاذ مشارك جامعة عدن
- 2000 – 2003 أستاذ مشارك جامعة الخرطوم
- 2004 بروفسور جامعة الخرطوم[4]

## ابحاث شارك بها في مؤتمرات
- 1981- المؤتمر العالمي لتاريخ الثورة المهدية. جامعة الخرطوم.
- 1982 – الدراسات العليا في الجامعات العربية. جامعة الخرطوم.
- 1984 – مائة عام على مؤتمر برلين 1884. جامعة مكرري. أوغندا.
- 1984 – إعادة كتابة تاريخ العرب. اتحاد المؤرخين العرب. بغداد.
- 1986 – التغيير الاجتماعي في أفريقيا. هراري. زمبابوي.
- 1992– نحو تجديد التراث الإسلامي. جامعة عدن.
- 1997– العلاقات المصرية السودانية. القاهرة.
- 2003 – العلاقات العربية الغربية.. جامعة فيلادلفيا. الأردن.
- 2004 – تطوير مناهج كلية الآداب. جامعة الحديدة. اليمن.
- 2005- الهجرة الحضرمية إلى جنوب شرق آسيا. كوالالامبور.[4]

## مؤلفاته[5]
| - 1. 1970: التعليم في مرحلة الثورة الوطنية الديمقراطية. - 2. 1972: الحرب الحبشية السودانية تحقيق بالاشتراك ط.ث 1992. - 3. 1973: المهدية والحبشة 1993. - 4. 1985: الحزب الشيوعي السوداني وانقلاب 25 مايو. - 5. 1986: الإمام المهدي لوحة لثائر سوداني ط.ثالثة 2004. - 6. 1987: السياسة الاقتصادية للدولة المهدية 1992. - 7. 1992: الإسلام والسياسة في السودان (كتاب) 1985. - 8. 1992: الانتماء والاغتراب دراسات في تاريخ السودان. | - 9. 1993: تاريخ السودان الحديث 2003. - 10. 1997: الشيخ القدال باشا: معلم سوداني في حضرموت ط.ث 2005. - 11. 1998: السلطان علي بن صلاح القعيطي: نصف قرن من الصراع السياسي في حضرموت ط.ث 1999. - 12. 1997 : كوبر: ذكريات معتقل سياسي في سجون السودان ط.ثالثة 1999. - 13. 1999: معالم في تاريخ الحزب الشيوعي السوداني 1946 # 1975 - 14. 2000: المرشد إلى تاريخ أوروبا الحديث: من عصر النهضة إلى الحرب العالمية الثانية. - 15. 2000: الدليل على كتابة الأبحاث الجامعية (بالاشتراك). - 16. 2003: الشيخ مصطفى الأمين: رحلة عمر من الحبشة إلى همبرج. ترجمة كتب من الإنجليزية: - 1. 1997: حضرموت: إزاحة النقاب عن بعض غموضها. - 2. 1998: رحلة في جنوب شبه الجزيرة العربية. - 3. 1999: القات. - 4. 2003: تاريخ الطريقة الختمية في السودان. |

## مقتطفات مؤلفاته
- (حوش) السرايا (جناح عتاة المجرمين) يتحول في مطلع المساء إلى سوق صغير يباع فيه الشاي والقهوة والسجائر والسكر وغيرها من المواد الاستهلاكية وانه عرف ان (البنقو) وهو نوع من المخدرات أو الحشيش المنتشر في السودان يباع فيه كذلك، وعلنا دون خفاء، وتقوم إدارة السجن بإجراء تفتيش مفاجئ (كشة) على اقسام السجن من وقت لآخر، وتجرى (الكشة) عادة عندما يكون السجناء في الخارج اثناء ساعات النهار، وتصادر كل الممنوعات والاسلحة، ولكن سرعان ما يقوم السجناء بتجميعها من جديد.[7]
- ( لم يحدث ان تمت منازلة حركة سياسية بمثل ذلك العنف الدموي في تاريخ السودان الحديث، إلا حركة الإمام المهدي بعد هزيمتها في معركة كرري م 1998 وحركة 1924م. وكان العنف في كل من الحالتين قد تم على يد الإدارة البريطانية. أما نميري والذين تعاونوا معه في تنفيذ المذابح التي وقعت في معسكر المدرعات في الشجرة بالخرطوم، فهم أول سودانيين يبتدرون العنف الدموي في معترك السياسة السودانية. وكان عبد الخالق محجوب والشفيع أحمد الشيخ وجوزيف قرنق أول سودانيين مدنيين يعدمون في السودان تاريخه الحديث) [8]

## وفاته
توفي في 6 (عدد) يناير 2008م عن عمر ناهز 73 عامًا إثر وعكة صحية طارئة في ولاية الخرطوم- السودان ودفن بها